# Подводницата
 Тази статия е за филма от 1981 година.  За филма от 2004 година вижте Подводницата (филм, 2004).  
„Подводницата“ (на немски: Das Boot) е западногермански военен филм от 1981 година на режисьора Волфганг Петерсен.
Сценарият на Петерсен е адаптация на едноименния роман от 1973 година на Лотар-Гюнтер Буххайм и разказва за германска подводница U-96 по време на Втората световна война и нейния екипаж. Главните роли се изпълняват от Юрген Прохнов, Херберт Грьонемайер, Клаус Венеман. По време на заснемането на филма той е най-скъпата германска кинопродукция след филма от 1927 година „Метрополис“.
„Подводницата“ има голям търговски успех и е номиниран за 6 награди Оскар.